# Sander Oostlander
Sander Oostlander (né le 25 novembre 1985 à Heerjansdam) est un coureur cycliste néerlandais.

## Biographie
Sander Oostlander commence sa carrière internationale en 2006 avec l'équipe continentale néerlandaise Löwik Meubelen. Au cours de sa première année dans l'équipe, il remporte une étape du PWZ Zuidenveld Tour. Lors de la saison 2007, il termine sixième du prologue de la Flèche du Sud et dixième au classement général. Il gagne ensuite une étape et le général du Grand Prix cycliste de Gemenc. En 2008, il s'impose sur le prologue du Tour de Roumanie et prend la deuxième place du général. Au fur et à mesure que sa carrière avance, il entre à plusieurs reprises dans le top 10 lors de contre-la-montre individuels, mais sans décrocher de succès.
En 2012, il est membre de l'équipe cycliste Jo Piels, sa dernière saison dans une équipe continentale. Après l'année 2014, il arrête sa carrière.

## Palmarès
- 2007
  - Rund um den Elm
  - Grand Prix cycliste de Gemenc :
    - Classement général
    - 1re étape
- 2008
  - Prologue du Tour de Roumanie
  - 2e du Tour de Roumanie
  - 3e du Kernen Omloop Echt-Susteren
- 2009
  - 2e de la Baronie Breda Classic

## Classements mondiaux
| Année           | 2007 | 2008 | 2009 | 2010 | 2011  | 2012 |
| --------------- | ---- | ---- | ---- | ---- | ----- | ---- |
| UCI Europe Tour | 313e | 330e | 706e | 595e | 1128e | 643e |